# Saito Masaya
Masaya Saito (sinh ngày 8 tháng 6 năm 1985) là một cầu thủ bóng đá người Nhật Bản.

## Sự nghiệp câu lạc bộ
Masaya Saito đã từng chơi cho Tochigi SC và Sony Sendai.